# Sékou Mara
Sékou Mara (París, Francia, 30 de julio de 2002) es un futbolista francés que juega como delantero en el R. C. Estrasburgo de la Ligue 1.

## Trayectoria
Debutó como profesional con el F. C. Girondins de Burdeos en una derrota por 2-0 en la Copa de Francia ante el Toulouse F. C. el 10 de febrero de 2021. Marcó su primer gol como profesional en una victoria por 1-0 en la Ligue 1 contra el Stade Rennais F. C. el 2 de mayo de 2021. Con ese tanto, se convirtió en el jugador más joven en anotar un gol en liga para el Burdeos en casi 14 años.
El 21 de julio de 2022 el conjunto bordelés anunció que había llegado a un acuerdo con el Southampton F. C. para su traspaso. Este se completaría una vez viajara a Inglaterra y superara el reconocimiento médico y firmara su contrato. Cuatro días después se hizo oficial su fichaje para las siguientes cuatro temporadas.
El 21 de agosto de 2024 regresó al fútbol francés después de ser transferido al R. C. Estrasburgo y firmar por cinco años.

## Selección nacional
Es internacional en categorías inferiores con Francia. Ha disputado partidos en las categorías sub-16 y sub-17.

## Vida personal
Nacido en Francia, es de ascendencia francesa y senegalesa. Su madre, Audrey Crespo-Mara, es periodista y presentadora de televisión francesa, y su padre, Aliou Mara, es un empresario senegalés.

## Estadísticas

### Clubes
Actualizado al último partido disputado el 2 de noviembre de 2024.
| Club                                  | Div.          | Temporada     | Liga  | Liga  | Copas nacionales | Copas nacionales | Copas internacionales | Copas internacionales | Total | Total |
| Club                                  | Div.          | Temporada     | Part. | Goles | Part.            | Goles            | Part.                 | Goles                 | Part. | Goles |
| ------------------------------------- | ------------- | ------------- | ----- | ----- | ---------------- | ---------------- | --------------------- | --------------------- | ----- | ----- |
| F. C. Girondins de Burdeos II Francia | 5.ª           | 2019-20       | 11    | 5     | —                | —                | —                     | —                     | 11    | 5     |
| F. C. Girondins de Burdeos II Francia | 5.ª           | 2020-21       | 3     | 0     | —                | —                | —                     | —                     | 3     | 0     |
| F. C. Girondins de Burdeos II Francia | Total club    | Total club    | 14    | 5     | 0                | 0                | 0                     | 0                     | 14    | 5     |
| F. C. Girondins de Burdeos Francia    | 1.ª           | 2020-21       | 8     | 1     | 1                | 0                | —                     | —                     | 9     | 1     |
| F. C. Girondins de Burdeos Francia    | 1.ª           | 2021-22       | 26    | 6     | 1                | 0                | —                     | —                     | 27    | 6     |
| F. C. Girondins de Burdeos Francia    | Total club    | Total club    | 34    | 7     | 2                | 0                | 0                     | 0                     | 36    | 7     |
| Southampton F. C. Inglaterra          | 1.ª           | 2022-23       | 22    | 1     | 8                | 1                | —                     | —                     | 30    | 2     |
| Southampton F. C. Inglaterra          | 2.ª           | 2023-24       | 28    | 3     | 5                | 3                | —                     | —                     | 33    | 6     |
| Southampton F. C. Inglaterra          | Total club    | Total club    | 50    | 4     | 13               | 4                | 0                     | 0                     | 63    | 8     |
| R. C. Estrasburgo Francia             | 1.ª           | 2024-25       | 9     | 1     | 0                | 0                | —                     | —                     | 9     | 1     |
| R. C. Estrasburgo Francia             | Total club    | Total club    | 9     | 1     | 0                | 0                | 0                     | 0                     | 9     | 1     |
| Total carrera                         | Total carrera | Total carrera | 107   | 17    | 15               | 4                | 0                     | 0                     | 122   | 21    |